# منتخب ألمانيا الشرقية لهوكي الجليد
منتخب ألمانيا الشرقية لهوكي الجليد هو المنتخب الذي كان يمثل ألمانيا الشرقية في منافسات هوكي الجليد، والذي كان يتم إدارته من قبل إتحاد ألمانيا الشرقية لهوكي الجليد، أبرز إنجازاته هو فوزه بالميدالية البرونزية في الألعاب الأولمبية الشتوية 1968.